# Stefania ginesi
Stefania ginesi (tên tiếng Anh: Rana Stefania Del Hermano Gines) là một loài ếch thuộc họ Hemiphractidae.
Đây là loài đặc hữu của Venezuela.
Môi trường sống tự nhiên của chúng là vùng núi ẩm nhiệt đới hoặc cận nhiệt đới, sông ngòi, đầm nước, vùng nhiều đá, và hang.